# Antoni Borrell Sugranyes
Antoni Borrell Sugranyes (Reus 1870 - 1945) va ser un comerciant i periodista català, germà de Pau Borrell Sugranyes, escriptor i polític.
Dedicat al comerç i a les assegurances, era un dels redactors del periòdic reusenc La Autonomía dirigit per Cristóbal Litrán, de tendència republicana federal. L'any 1895, a causa d'un article publicat en aquest periòdic titulat "Los atropellos a la prensa", on protestava per la repressió dels militars contra un periòdic madrileny, va ser empresonat i processat militarment i condemnat a presó, juntament amb altres dos redactors, Josep Mercadé i Julià Nougués. Va ser redactor també del Eco del Centro de Lectura quan el dirigia Eugeni Mata, i portaveu d'aquesta entitat de la qual n'era soci. El 1909 era membre de la seva junta directiva. El 1904 va ser un dels fundadors de la Societat de Regants del Pantà de Riudecanyes. El 1913 va ser elegit diputat provincial, i també el 1915. Va ser regidor de l'ajuntament de Reus amb diversos alcaldes, sempre per partits federalistes. El març de 1930 es va reunir amb el president de la Diputació de Tarragona, Anselm Guasch Robusté, per tal de donar-li un escrit més de 4.000 signatures recollides a Reus en suport del plebiscit femení en favor de l'amnistia.